# Икшкильский край
И́кшкильский край (латыш. Ikšķiles novads) — бывшая административно-территориальная единица в центральной части Латвии, в историко-культурной области Видземе. Край состоял из Тинужской волости и города Икшкиле, который являлся центром края.
Граничил с Саласпилсским, Ропажским, Огрским, Кегумским, Кекавским краями.
Площадь края составляла 132,1 км².
Край был образован 1 июля 2009 года из части упразднённого Огрского района.
В 2021 году в результате новой административно-территориальной реформы Икшкильский край был упразднён.

## Население
На 1 января 2010 года население края составляло 8764 человека.
Национальный состав населения края по итогам переписи населения Латвии 2011 года:
| Национальность | Численность, чел. (2011) | %        |
| -------------- | ------------------------ | -------- |
| Латыши         | 7635                     | 86,78 %  |
| Русские        | 731                      | 8,31 %   |
| Белорусы       | 147                      | 1,67 %   |
| Украинцы       | 66                       | 0,75 %   |
| Поляки         | 93                       | 1,06 %   |
| Литовцы        | 64                       | 0,73 %   |
| Другие         | 62                       | 0,70 %   |
| всего          | 8798                     | 100,00 % |

## Территориальное деление
- город Икшкиле (латыш. Ikšķiles pilsēta);
- Тинужская волость (латыш. Tīnūžu pagasts), центр — Тинужи.